# 御前試合
御前試合（ごぜんしあい）とは、将軍や大名などの前（御前）で行われる試合である。天皇が観覧する場合は、天覧試合。皇族が観覧する場合は、台覧試合という。
1906年（明治39年）、イギリス大使館で十劍大神流が御前試合を行っている。

## フィクション
- 『駿河城御前試合』 - 南條範夫による日本の時代小説
- 寛永御前試合 - 講談の題材、享保御前試合、豊公御前試合などのバリエーションがある。